# Пјано Лепре (Козенца)
Пјано Лепре је насеље у Италији у округу Козенца, региону Калабрија.
Према процени из 2011. у насељу је живело 51 становника. Насеље се налази на надморској висини од 659 м.